# Awans (film)
Awans – polska komedia z 1974 r. w reżyserii Janusza Zaorskiego nakręcona na podstawie powieści Edwarda Redlińskiego.

## Obsada aktorska
- Marian Opania – magister Marian Grzyb
- Bożena Dykiel – Malwina
- Józef Nalberczak – sołtys
- Małgorzata Rożniatowska – sołtysowa
- Gustaw Lutkiewicz – Maciej Grzyb, ojciec Mariana
- Katarzyna Łaniewska – Grzybicha, matka Mariana
- Janusz Paluszkiewicz – Błażej Zakała, ojciec Malwiny
- Danuta Wodyńska – Zakalicha, matka Malwiny
- Elżbieta Borkowska-Szukszta − wczasowiczka
- Karol Stępkowski
- Bogdan Kowalczyk – Janek, syn Błażeja, gra na skrzypcach

## Fabuła
Bohater filmu, Marian Grzyb, ukończył studia i wraca do rodzinnego Wydmuchowa. We wsi rządzi ciemnota i zabobon. Marian postanawia wprowadzić nowoczesność.

## Zdjęcia
- Mięćmierz, Kazimierz Dolny, Nałęczów (kościół Św. Karola Boromeusza).

## Nagrody
- 2. Festiwal Polskich Filmów Fabularnych w Gdańsku – nagroda główna jury (1975)